# Rhosus
Rhosus is een geslacht van vlinders van de familie Uilen (Noctuidae), uit de onderfamilie Agaristinae.

## Soorten
- R. aguirrei Berg., 1882
- R. albiceps Draudt, 1919
- R. colombiana Hampson, 1910
- R. denieri Köhler, 1936
- R. isabella Dognin, 1898
- R. leuconoe Felder, 1874
- R. ovata Rothschild, 1896
- R. posticua Walker, 1854
- R. pulverosa Rothschild, 1896
- R. spadicea Felder, 1874
- R. storiana Köhler, 1936